# Katholiek Nationale Partij

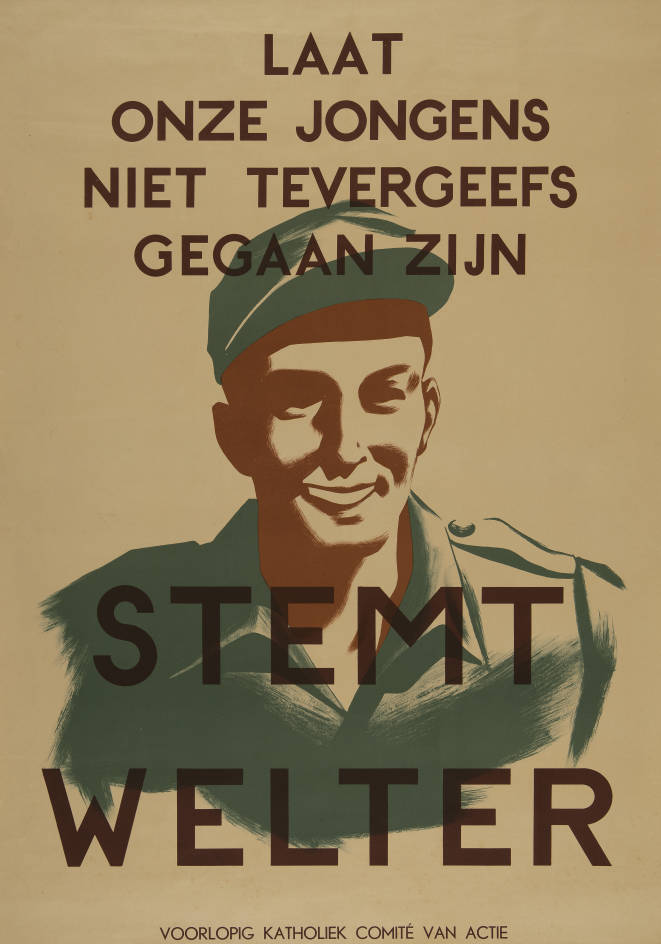
Affiche van de rechtstreekse voorloper van de KNP, Lijst Welter (Tweede Kamerverkiezingen 1948)

De Katholiek Nationale Partij ontstond op 11 december 1948 in Nederland als voortzetting van de lijst-Welter (Comité van Actie). Deze lijst behaalde bij de Tweede Kamerverkiezingen van 1948 één zetel. De partij keerde zich tegen het kabinetsbeleid inzake Nederlands-Indië. Later zette zij zich vooral af tegen de koers van de KVP, die samenwerkte met de PvdA.
Voorman van de KNP was de vroegere minister van Koloniën Charles Welter. In 1952 wist de KNP een tweede zetel te behalen. De KNP was steeds in de oppositie.
Op 29 oktober 1955 besloten de KNP'ers, daartoe aangespoord door de bisschoppen, terug te keren in de KVP. Welter kreeg in 1956 en 1959 een verkiesbare plaats op de KVP-kandidatenlijst. Uit de partij was eveneens afkomstig het KVP-Tweede Kamerlid (en later staatssecretaris) Anthony Duynstee.
In 1959 werd verder via voorkeurstemmen de Haagse advocaat Karel van Rijckevorsel tot Tweede Kamerlid gekozen. Hij was een geestverwant van de voormalige KNP.

## Beginselen
De KNP was een katholieke partij, die een christelijke politiek voorstond. In financieel-economisch en maatschappelijk opzicht was het een conservatieve partij. De partij streefde naar terugdringen van de overheidsbemoeienis in het economisch leven en naar verlaging van overheidsuitgaven.
In schijnbare tegenspraak daarmee was de KNP wel voorstander van krachtige ondersteuning van de boerenstand en van de scheepsbouw.
Belangrijk thema in het programma van de KNP was in de periode tot 1950 handhaving van de rijkseenheid. Het Indonesische streven naar onafhankelijkheid werd afgewezen. Er kon slechts sprake zijn van een koninkrijk waarvan zowel Nederlands-Indië als Nederland deel uitmaakten, en met de koningin aan het hoofd.
Na 1950 kwam de KNP in het bijzonder op voor de belangen van Indische Nederlanders, Indische Chinezen, Molukkers, Timorezen en Papoea's.

## Persoonlijkheden
De grote man van de KNP was Welter, een deftige, hoffelijke Nederlands-Indische heer. In 1952 kreeg de KNP een tweede vertegenwoordiger in de Tweede Kamer in de persoon van professor William Lemaire.

## Electoraat
De aanhang van de KNP was over het gehele land verspreid, maar betrekkelijk gering in de drie noordelijke provincies. In Den Haag had de KNP relatief veel aanhang, vooral onder voormalige ambtenaren uit Nederlands-Indië. Bij de verkiezingen van 1952 haalde de KNP 2,7% van de stemmen.